# Хотанські уйгури
Хота́нці, хота́нські уйгури, хота́нлики (уйг. хотәнликләр, xotenliqler) — субетнічна група (етнографічна група, уйг. юрт) уйгурського народу, що проживає у Хотанській оазі (див. Хотан). Розмовляють хотанським, або південним, діалектом уйгурської мови. За антропологічними ознаками хотанці у більшості належать до паміро-ферганського типу європеоїдної раси, зустрічаються також представники змішаної південносибірської раси. Загальна кількість близько 300 тис. осіб.

Галерея
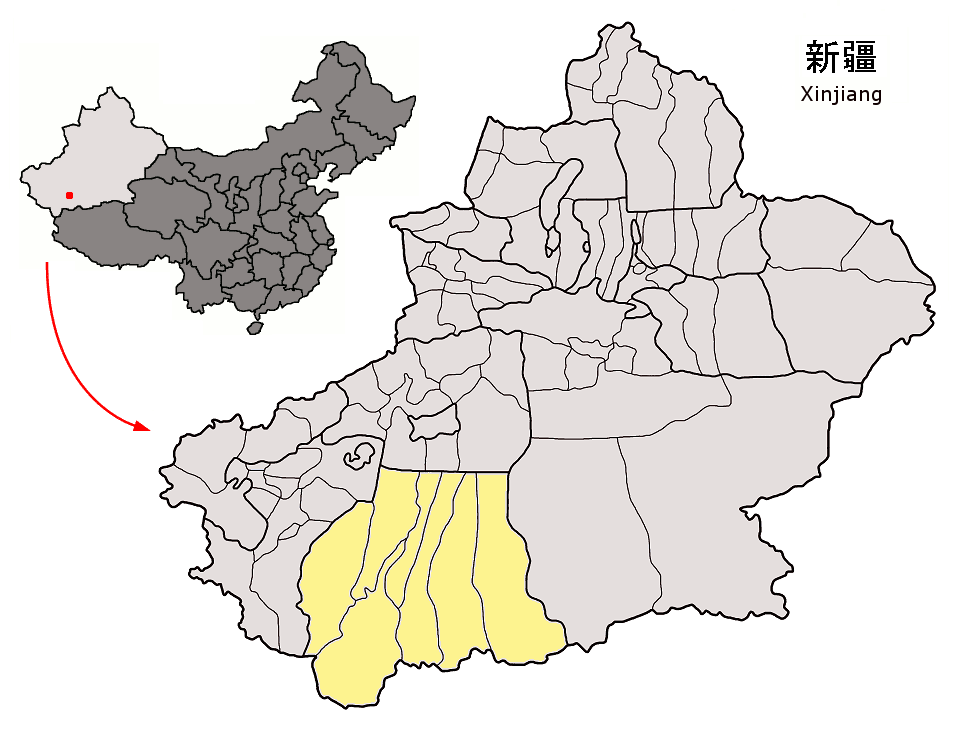
Хотанський вілаят
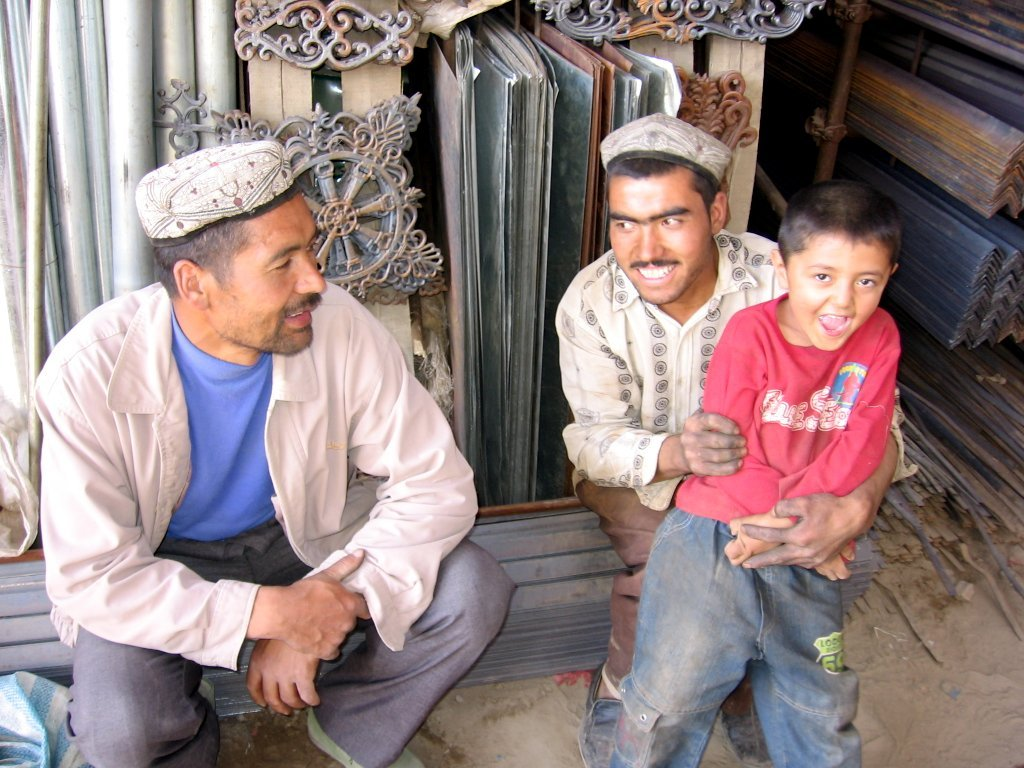
хотанці, торговці
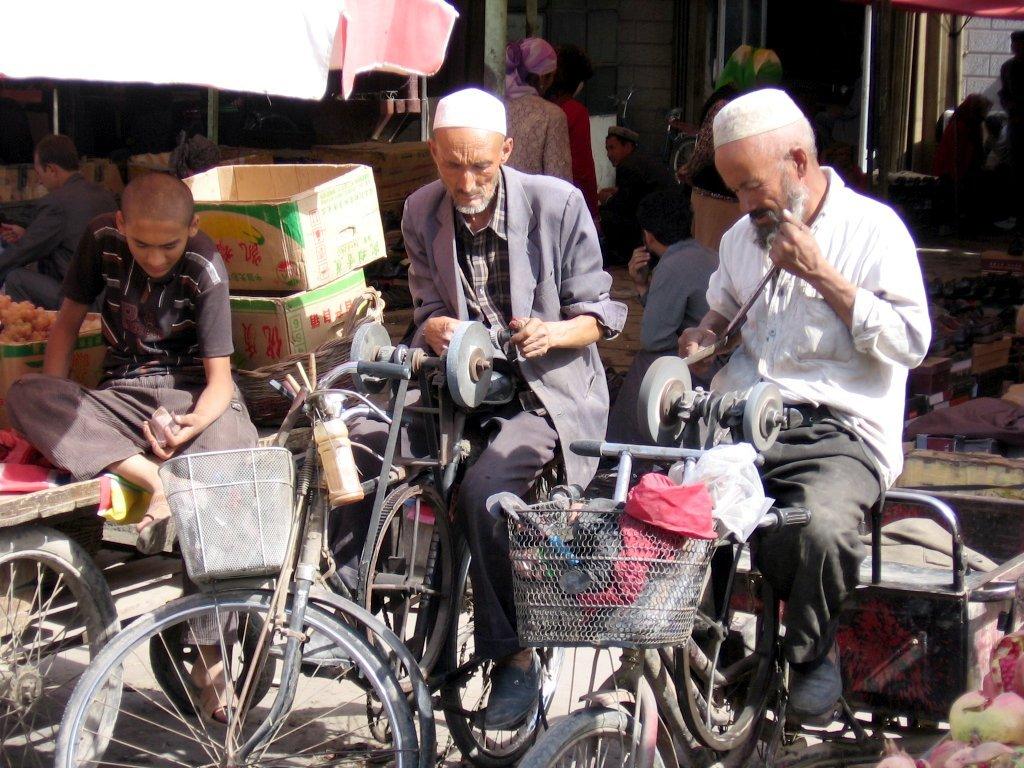
хотанці, точильники ножів
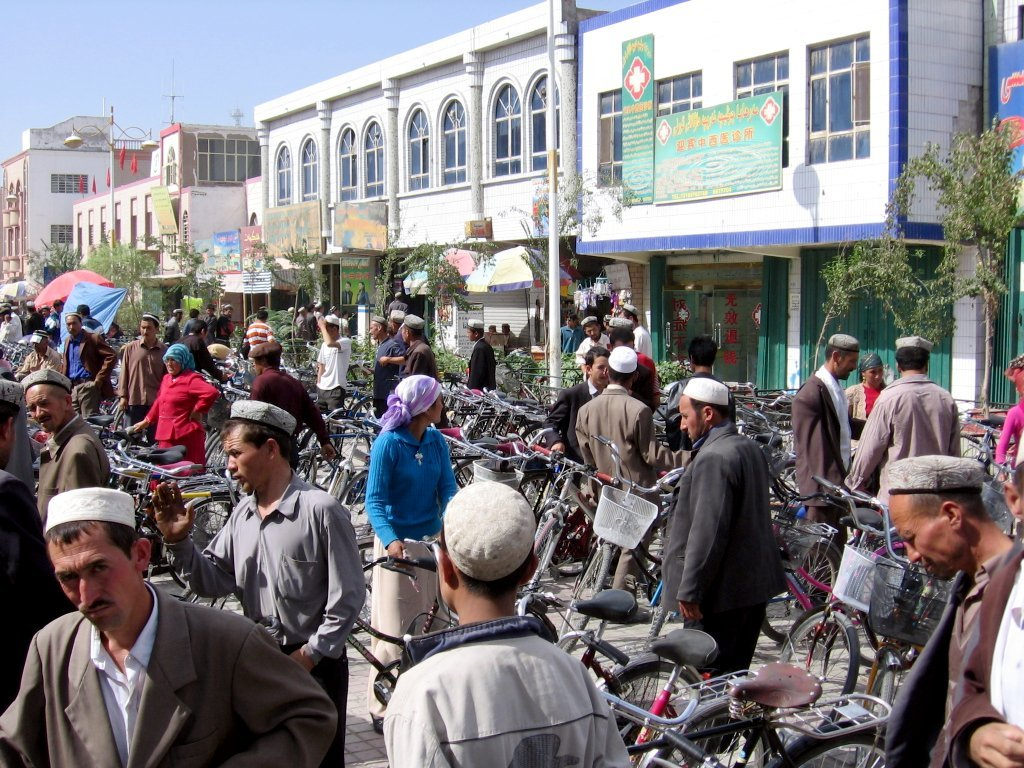
хотанці
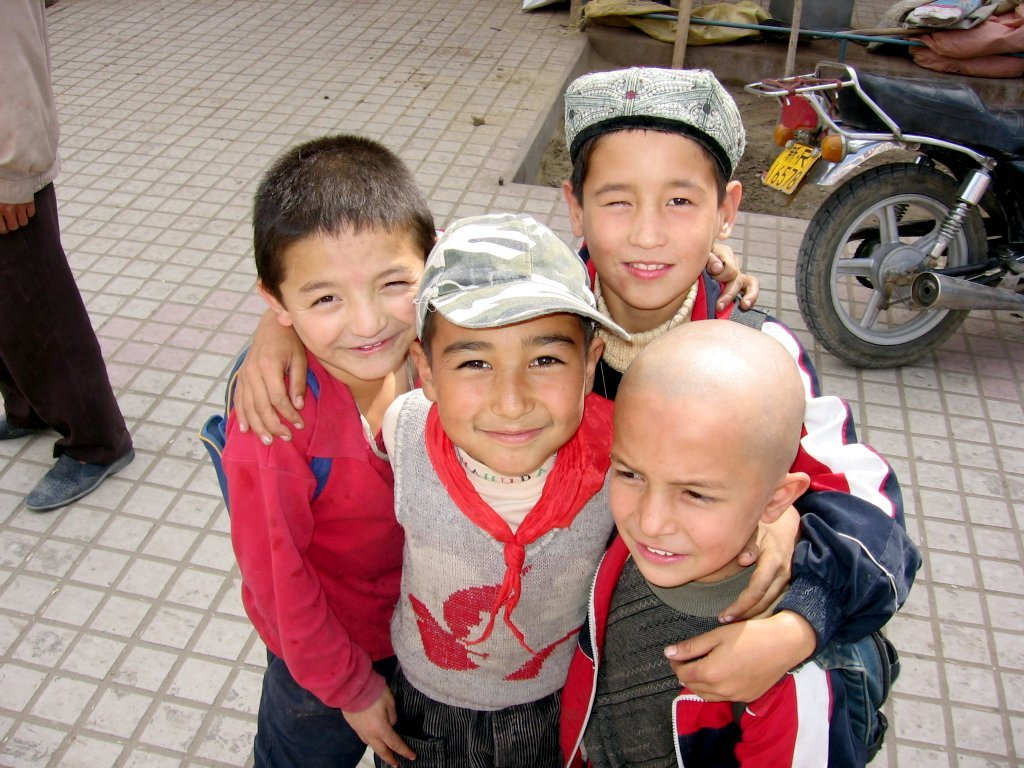
діти
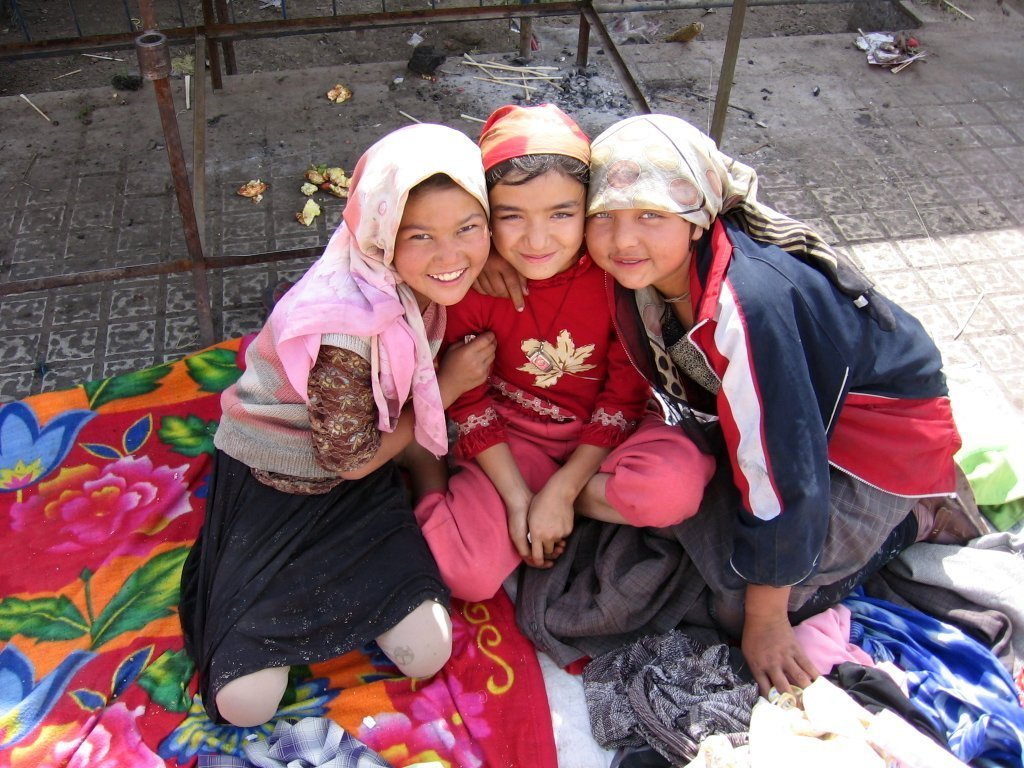
діти
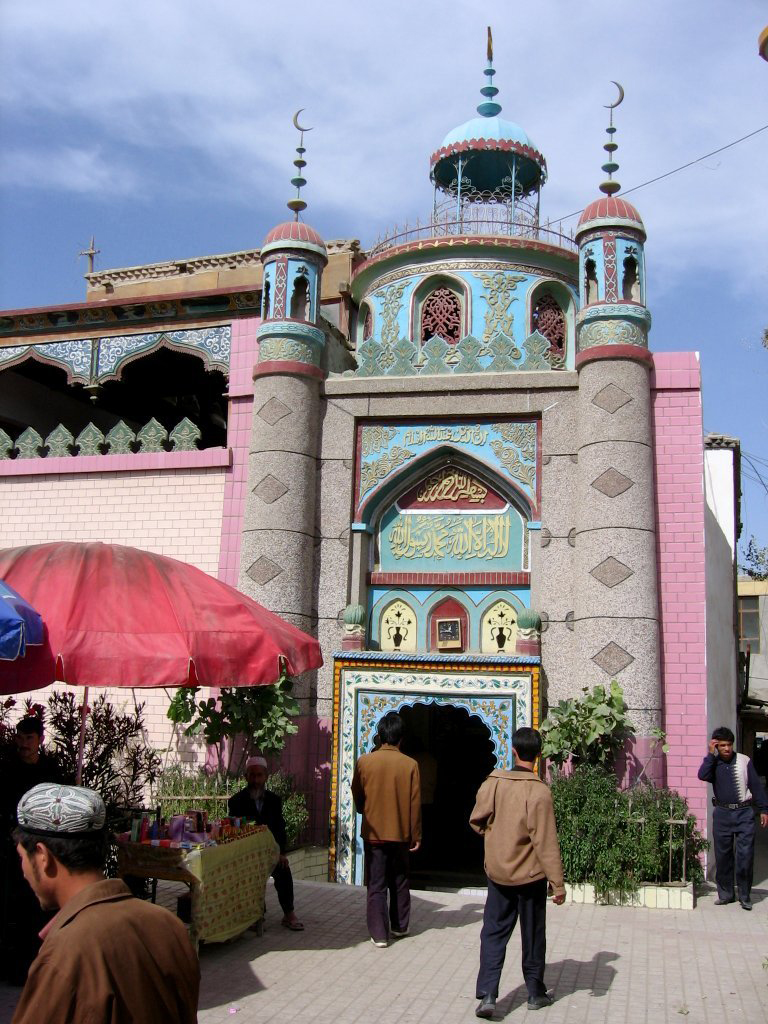
мечеть
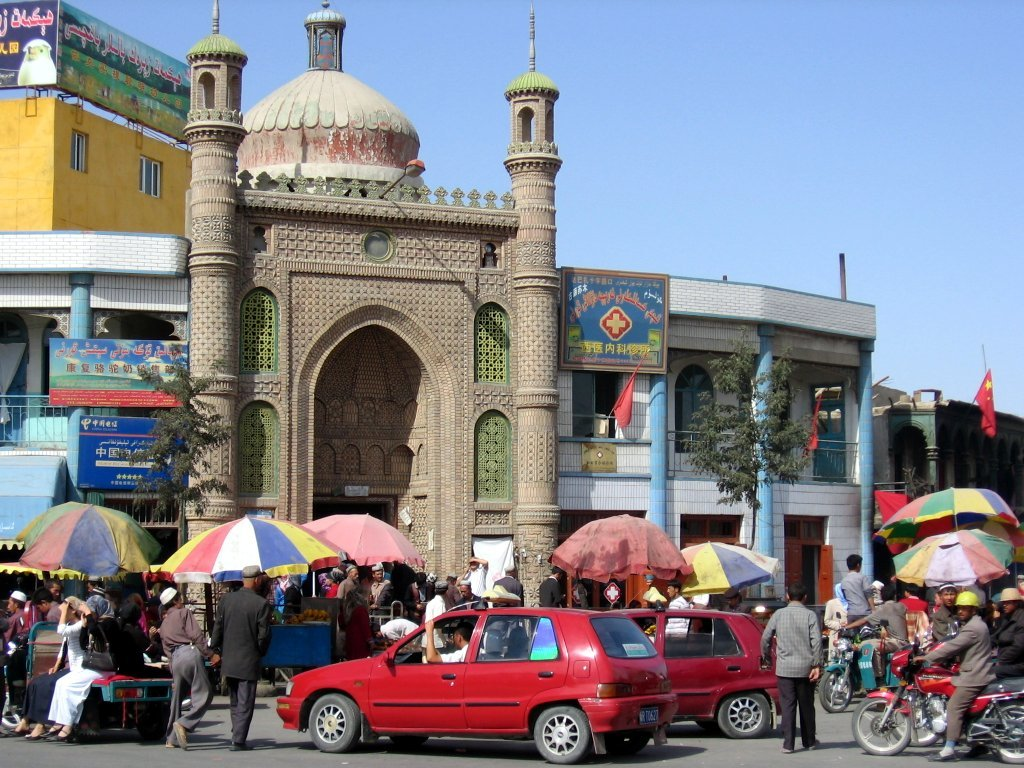
мечеть